# AOpen
AOPEN (kinesisk: 建碁股份有限公司; pinyin: Jiànqí Gǔfèn Yǒuxiàn Gōngsī) er en taiwansk producent af computerhardware og computere. Virksomheden blev etableret i 1996, som et datterselskab til Acer Inc.